# 都城市立笛水小中学校
都城市立笛水小中学校（みやこのじょうしりつ ふえみずしょうちゅうがっこう）は、宮崎県都城市高崎町笛水にある公立の小中一貫校。
2010年（平成22年）4月より小中一貫教育を開始している。

## 概要
歴史
2010年（平成22年）に、隣接した小中学校を統合の上、都城市では初めて小中一貫教育をスタートした。2025年（令和7年）に統合15周年を迎えた。
校章
校歌
- 小学校 - 作詞は坂元彦太郎、作曲は古江綾子による。歌詞は3番まであり、各番の歌詞中に校名の「笛水」が登場する。
- 中学校 - 作詞は蓑部哲三、作曲は尾園茂徳による。歌詞は3番まであり、各番の歌詞中に校名の「笛水」が登場する。

通学区域
都城市高崎町のうち「椎屋・後平・竹元・崎山」
特色
小規模特認校に指定されている。

## 沿革
笛水小学校
- 1873年（明治6年）3月10日 -「野尻小学校分校」として創立。
- 1881年（明治14年）
  - 2月 - 野尻村の分村により、「高崎小学校分教場」となる。
- 1886年（明治19年）8月 - 小学校令施行により、簡易科（3年制）を設置の上、「簡易笛水小学校」に改称。
- 1889年（明治22年）5月1日 - 町村制施行に伴い、北諸県郡6村（東霧島・笛水・江平・前田・縄瀬・大牟田）が合併の上、北諸県郡「高崎村」が成立。
- 1890年（明治23年）9月 - 尋常科（4年制）を設置の上、「尋常笛水小学校」に改称。
- 1892年（明治25年）4月 - 「笛水尋常小学校」に改称。
- 1899年（明治32年）9月 - 校地を後平843番地に定め、校舎建設に着手。
- 1900年（明治33年）4月 - 新校舎が完成。
- 1906年（明治39年）12月 - 笛水農業補習学校を併置。
- 1908年（明治41年）4月 - 改正小学校令により、尋常科（義務教育年限）が4年制から6年制に改められる。尋常科5年を新設。
- 1909年（明治42年）4月 - 尋常科6年を新設。
- 1921年（大正10年）10月 - 現在地に移転を完了。
- 1922年（大正11年）4月 - 校舎を改築。
- 1940年（昭和15年）2月11日 - 町制施行により、「高崎町」が発足。
- 1941年（昭和16年）4月1日 - 国民学校令施行により、「高崎町笛水国民学校」に改称。尋常科を初等科に改める。
- 1947年（昭和22年）4月1日 - 学制改革（六・三制の実施）により、新制小学校「高崎町立笛水小学校」に改組・改称。
  - 中学校区は、同年5月8日に江平小学校に併設された新制中学校「高崎町立江平中学校」であった。
- 1948年（昭和23年）4月 - 複式学級を廃止し、6学級（単級）編成とする。
- 1949年（昭和24年）
  - 3月 - 2教室を増築。
  - 4月1日 - 高崎中学校笛水分校が併置される[3]。
- 1950年（昭和25年）9月 - 中学校分校の校舎が完成し、移転を完了。小学校との併設を解消。
- 1951年（昭和26年）9月 - 台風により、校舎が倒壊。
- 1952年（昭和27年）9月 - 校舎が復旧。
- 1956年（昭和31年）- へき地集会室が完成。
- 1959年（昭和34年）度 - 在籍児童数が最大の252を記録。
- 1961年（昭和36年）3月 - 完全給食を開始。
- 1964年（昭和39年）3月 - 校章および校歌を制定。
- 1965年（昭和40年）2月 - 校旗を制定。
- 1966年（昭和41年）5月 - 特別教室が完成。
- 1968年（昭和43年）8月 - プールが完成。
- 1973年（昭和48年）11月 - 創立100周年記念式典を挙行。
- 1977年（昭和52年）4月 - 1・2年生が複式学級となる。
- 1978年（昭和53年）7月 - 音楽室を設置。
- 1986年（昭和61年）- 新校舎が完成。
- 1999年（平成11年）- 学校の木「樟」・希望の木「銀杏」を制定。
- 2001年（平成13年）- 笛水中学校と合同で学習発表会および持久走大会を開催。
- 2006年（平成18年）1月1日 - 都城市との合併により、「都城市立笛水小学校」と改称。
- 2007年（平成19年）- 都城市小規模特認校に指定される。

笛水中学校
- 1949年（昭和24年）3月26日 - 笛水小学校に併設される形で「高崎町立高崎中学校 笛水分校」が創立。
- 1950年（昭和25年）9月 - 木造新校舎（3教室）が完成。
- 1953年（昭和28年）3月 - 2教室を増築。
- 1957年（昭和32年）10月 - 運動場を拡張。
- 1962年（昭和37年）
  - 5月1日 - 高崎町立高崎中学校から分離の上、「高崎町立笛水中学校」として独立。
  - 6月1日 - 校章を制定。6月1日を創立記念日とする。
  - 11月3日 - 校歌を制定。
- 1963年（昭和38年）12月 - 校旗を制定。
- 1968年（昭和43年）
  - 8月 - プールが完成。
  - 11月 - 家庭科教室が完成。
- 1969年（昭和44年）12月 - 体育館が完成。
- 1980年（昭和55年）2月 - ソフトボール雨天投球場が完成。
- 1981年（昭和56年）- 第1回小中地区合同運動会を開催。
- 1986年（昭和61年）- 新校舎が完成。
- 1995年（平成7年）- 第1回笛水夏祭りを開催。
- 1999年（平成11年）- 第1回立志式を開催。

統合・笛水小中学校
- 2010年（平成22年）4月1日 - 上記2校を統合の上、「都城市立笛水小中学校」（現校名）となる。小中一貫教育を開始。校舎を改築。
- 2012年（平成24年）- 体育館およびクラブハウスが完成。
- 2013年（平成25年）- 運動場を改修。
- 2019年（令和元年）12月8日 - 小中一貫校創立10周年記念式典を挙行。

## 交通アクセス
最寄りの鉄道駅
- JR九州 吉都線・えびの高原線「日向前田駅」

最寄りの幹線道路
- 宮崎県道42号都城野尻線

## 周辺
- 都城市役所諸施設 笛水クラブハウス
- 笛水簡易郵便局
- 岩瀬川